# Havana (conill)

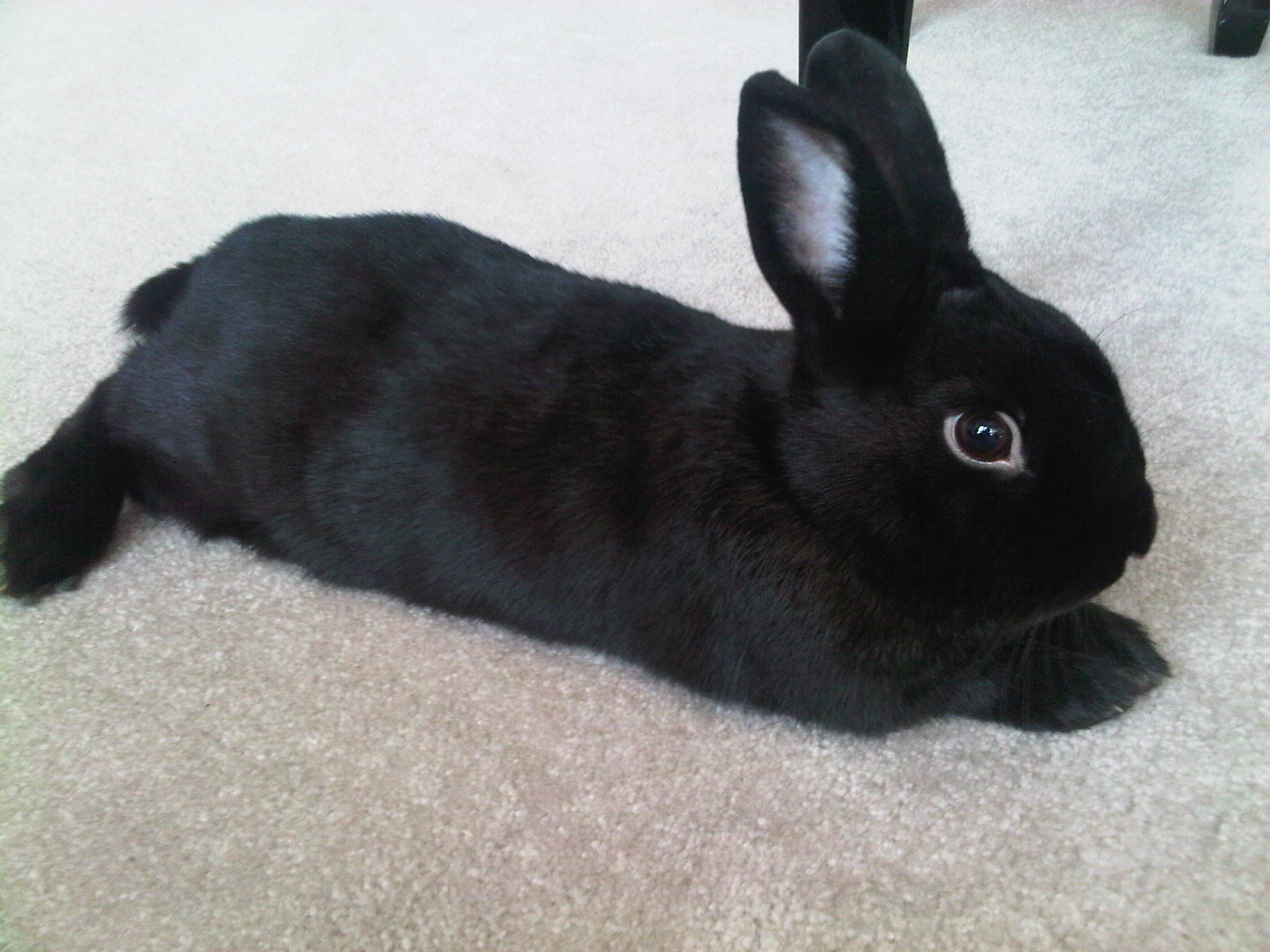
Conill Havana

L'Havana és una raça de conill que sorgí als Països Baixos el 1898. Ha donat origen a diverses altres races, incloent-hi el Marburger Feh, el Perlefee i el Gris Perle de Hal. L'Associació Americana de Cuniculicultors reconeix conills Havana en quatre colors diferents: xocolata, blau, negre i tacat. Pesen entre 2 i 2,9 kg de mitjana. Inicialment se'ls donà el nom d'Ingense Vuuroog ('Ull de foc d'Ingen') a causa del fet que els primers exemplars tenien una lluentor de color robí als ulls quan se'ls mirava des d'un determinat angle.